# Casa Bultó
La Casa Bultó és un monument del municipi de Vilanova i la Geltrú (Garraf) protegit com a bé cultural d'interès local.

## Descripció
Edifici de grans dimensions, de planta rectangular, que fa cantonada entre els carrers de Sant Joan i de Sant Gervasi, té el pati posterior que dona al carrer de la Mercè. La façana principal, al carrer de Sant Joan, és de planta baixa, pis i golfes. A la planta baixa hi ha dues obertures d'accés, una d'arc de mig punt i una allindanada, i dues finestres rectangulars, que en origen eren portes. Al primer pis hi ha quatre obertures rectangulars i damunt una cornisa de coronament. La façana del carrer de Sant Gervasi és de planta i dos pisos. La façana posterior, que dona al pati, té un porxo d'arcs carpanells a la planta baixa sota una galeria amb columnes. A la part superior hi ha un terrat. El conjunt presenta esgrafiats geomètrics.

## Història
L'edifici té el seu origen al segle xviii, segons indica la data que figura a la clau d'una de les portes (1791). Fou construït com a residència de la família Font. Una altra inscripció amb la data de 1842 sembla correspondre a una nova intervenció. A principis del segle XX pertanyia a l'arquitecte Josep Font i Gumà. Posteriorment, la casa passà a mans de Josep M. Bultó, que realitzà, l'any 1942, diverses obres de reforma a l'interior i a la façana del carrer de Sant Gervasi, segons projecte de l'arquitecte Carles Marquès. Recentment va ser adquirida pel Ministeri de Justícia que, després d'efectuar les modificacions necessàries, hi instal·là els Jutjats.